# Всполье (Ярославль)
Всполье — район в центральной части Ярославля. Состоит из кварталов, ограниченных улицами Городской Вал, Угличская и железной дорогой, а также промзоны между железной дорогой и рекой Которосль.

## Этимология
Согласно словарю Даля, всполье — край, окраина, начало поля; место вокруг околицы (края поселения).

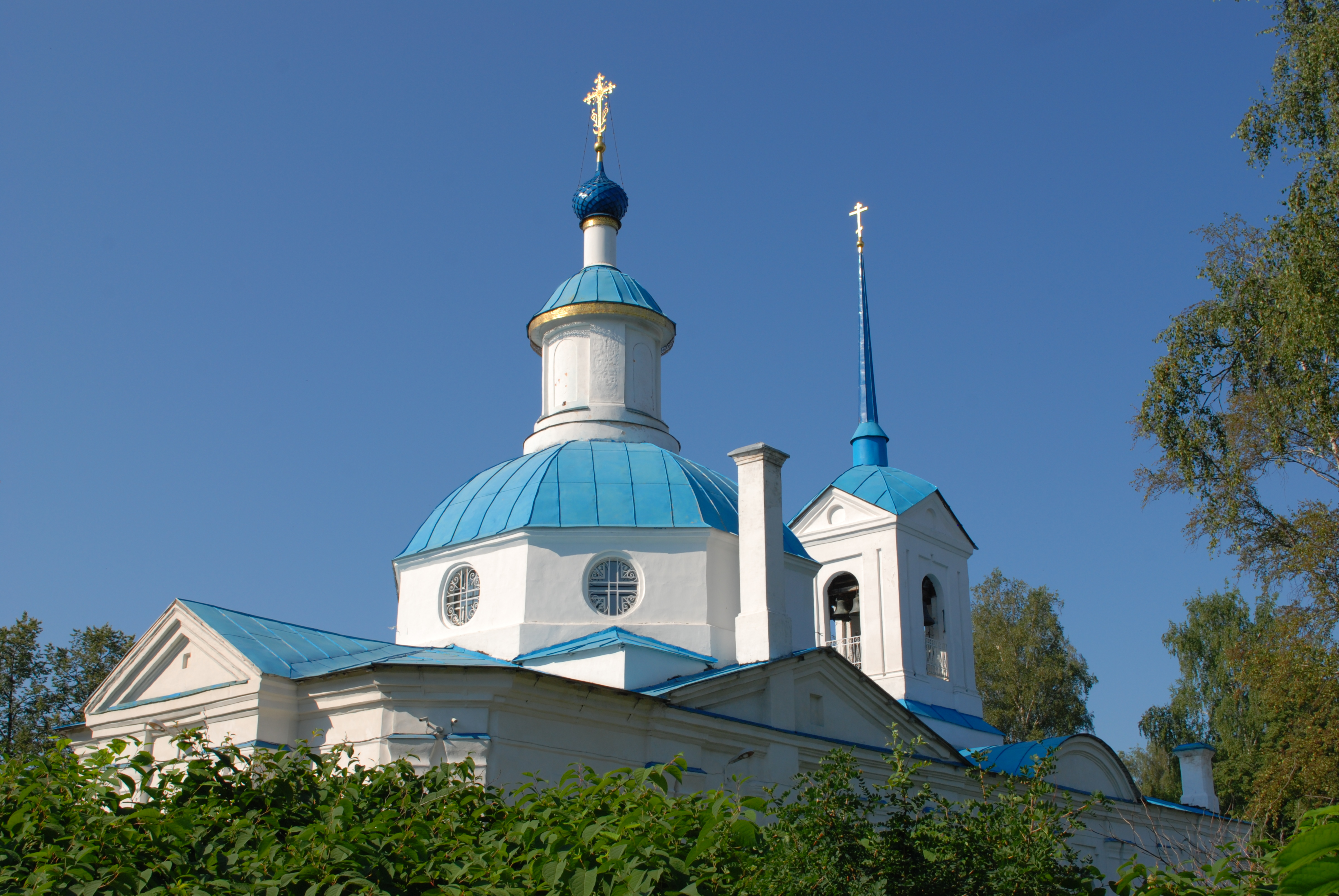
Леонтьевская церковь

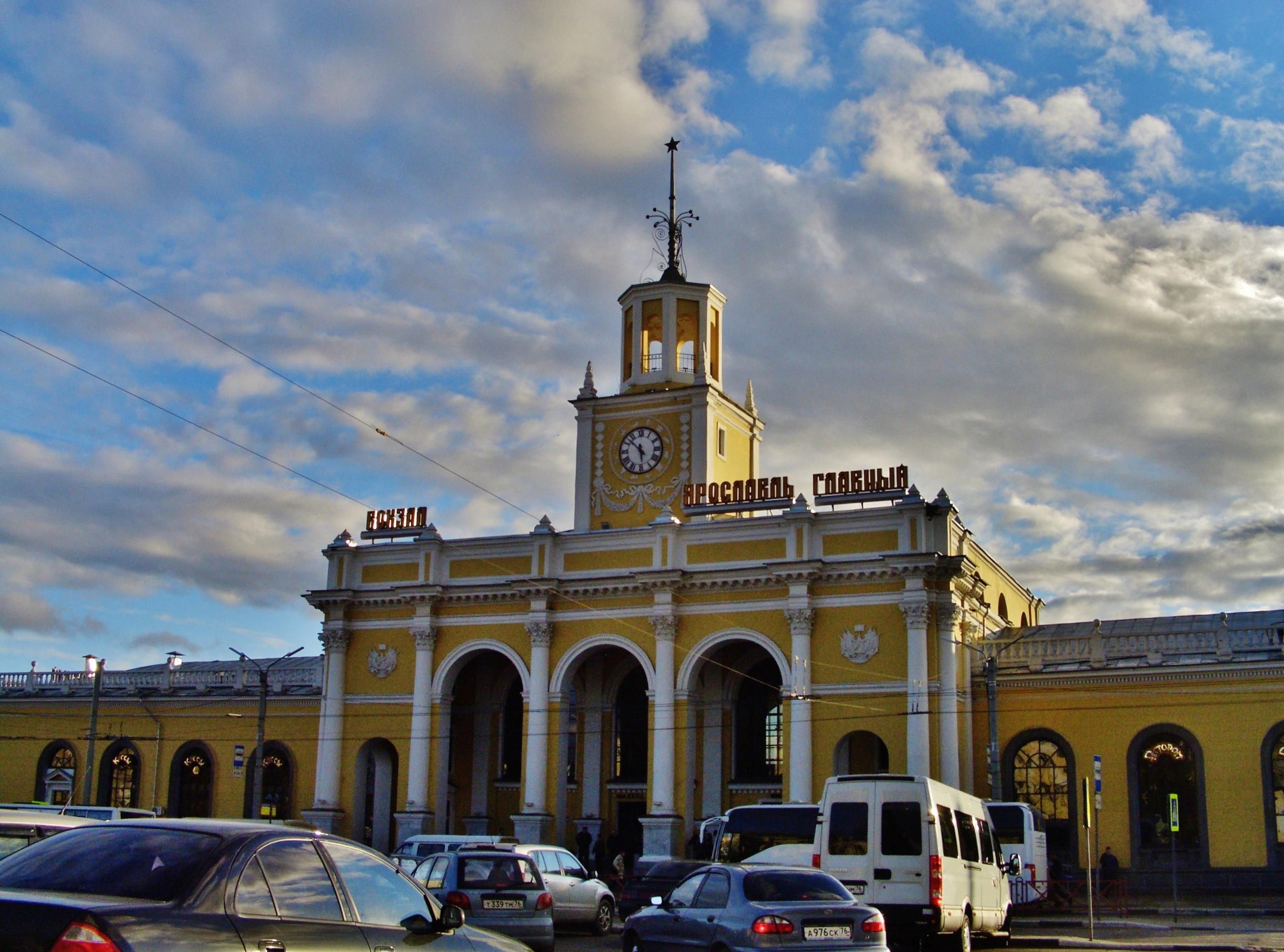
Железнодорожный вокзал на Всполье

## История
Название Всполье закрепилось за местностью между западной окраиной Ярославля и рекой Которосль с XVIII века.
В 1689 году на Всполье на средства прихожан была построена каменная Пятницкая церковь.
Около 1779 года с южной стороны Угличской дороги было основано новое городское кладбище. В 1789—1791 гг. на кладбище построена церковь Леонтия Ростовского.
В 1898 году через Всполье была проложена ярославско-рыбинская железная дорога, разделив местность на две части. Над Фабричным шоссе, соединявшим Мышкинскую улицу с Большой мануфактурой, был построен железнодорожный мост, и шоссе стало единственной связующей дорогой для двух частей Всполья. Построенный здесь полустанок также получил название Всполье. Первоначально он представлял из себя одноэтажное деревянное здание, позже приспособленное под здание дежурного по станции. К полустанку была проложена трамвайная линия, соединившая его через Большую Рождественскую с Богоявленской площадью.
После постройки в 1913 году Николаевского железнодорожного моста через Волгу станция Всполье стала главным железнодорожным вокзалом Ярославля. Сформировавшаяся перед вокзалом площадь получила название Вспольинская.
Местность между Городским Валом и железной дорогой с 1910-х годов начала активно застраиваться жилыми домами, с 1920-х став частью города. Новые улицы Всполья получили названия Станционная, Новая, Прямая, Угличский проезд, 1-й, 2-й, 3-й Угличские переулки и др. По другую сторону железной дороги образовались улицы Вспольинская и Пятницкое Поле.

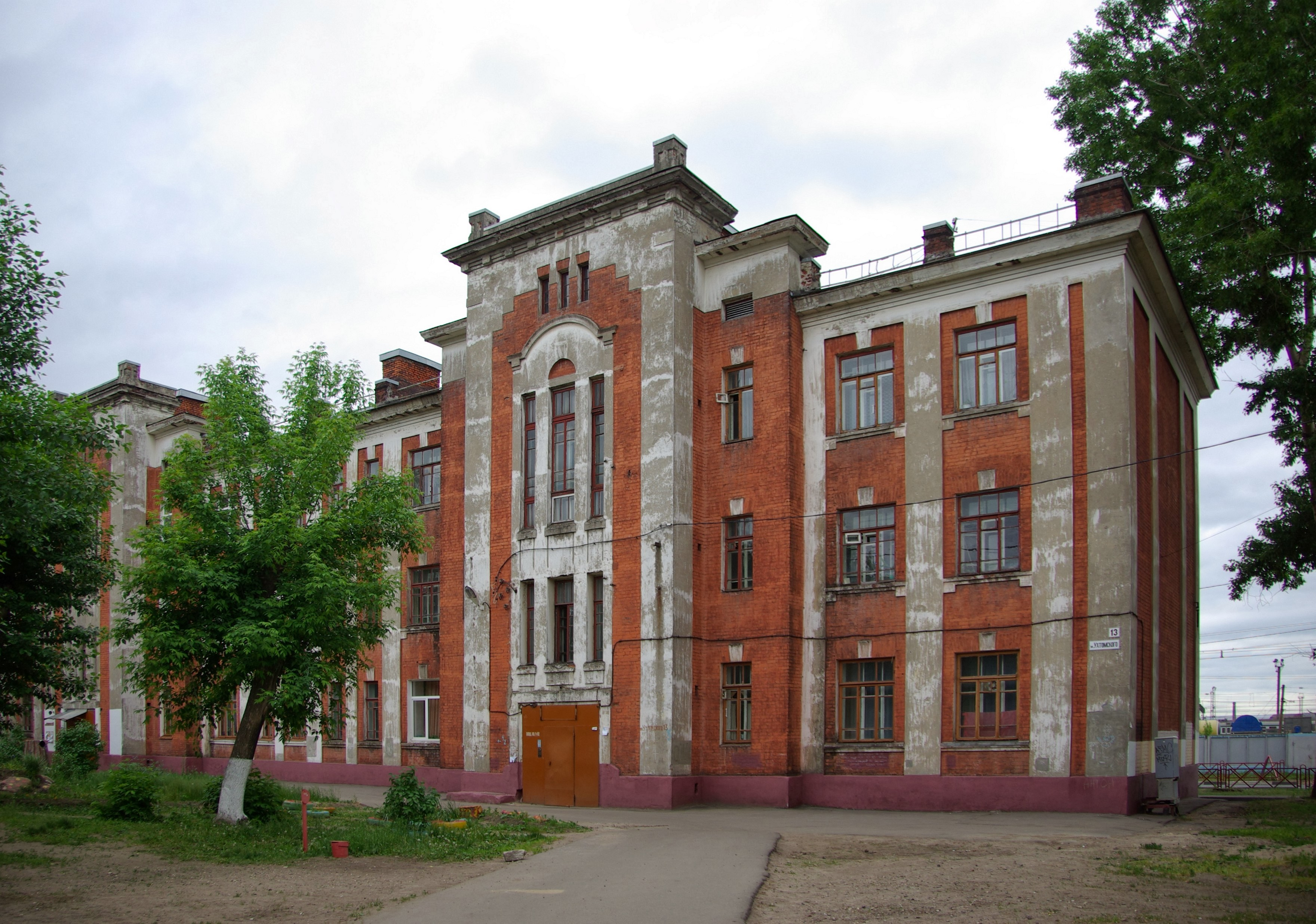
Жилой дом на Всполье

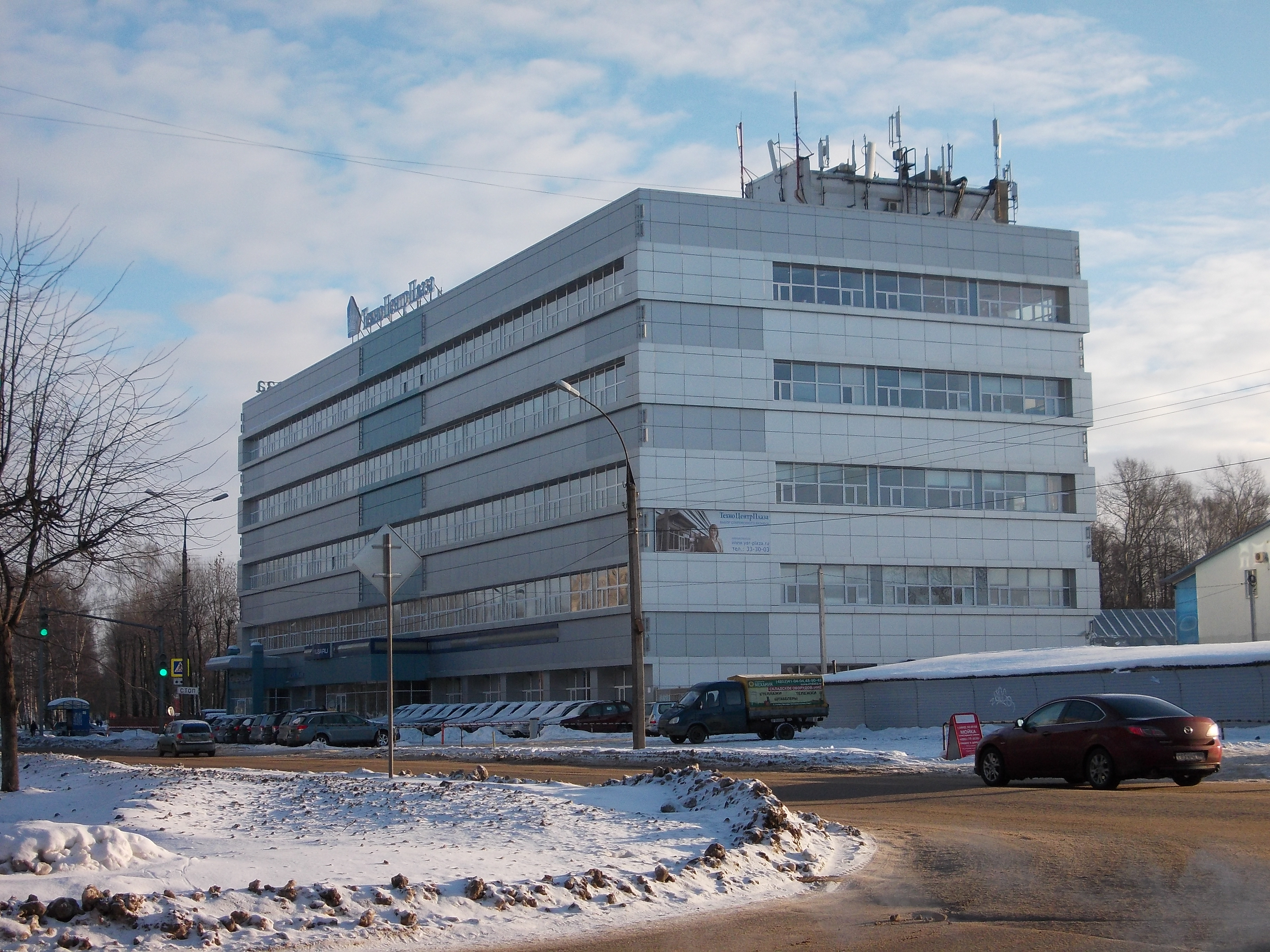
Бизнес-центр «Плаза» на Всполье

В 1928 году Пятницкая церковь была разграблена и закрыта, в 1930-х снесена.
В 1957 году на Всполье построили Полиграфический комбинат. Проходящую рядом с ним Горелую улицу переименовали в Полиграфическую.
Местность между железной дорогой и рекой застраивалась в основном промышленными предприятиями и складами. В 1990-х и 2000-х годах расположенная там улица Вспольинское Поле была главным центром продажи строительных и отделочных товаров в Ярославле.

## Улицы
Магистральная, Вспольинское Поле, Ухтомского, проезд Ухтомского, Полиграфическая, Слободская, Павлика Морозова.

## Религия
- Церковь Леонтия Ростовского (на Леонтьевском кладбище)
- Часовня Михаила Архангела при УВД на транспорте (во дворе д. 3 по ул. Ухтомского)
- Не сохранившаяся церковь Параскевы Пятницы на Всполье (располагалась на пересечении Городского Вала и Большой Рождественской).